# Calamotropha alcesta
Calamotropha alcesta là một loài bướm đêm trong họ Crambidae.